# Colby Armstrong
Colby Joseph Armstrong (Lloydminster, 23 novembre 1982) è un ex hockeista su ghiaccio canadese.

## Palmarès

### Mondiali
- 2 medaglie:
  - 1 oro (Russia 2007)
  - 1 argento (Svizzera 2009)